# Sousplat

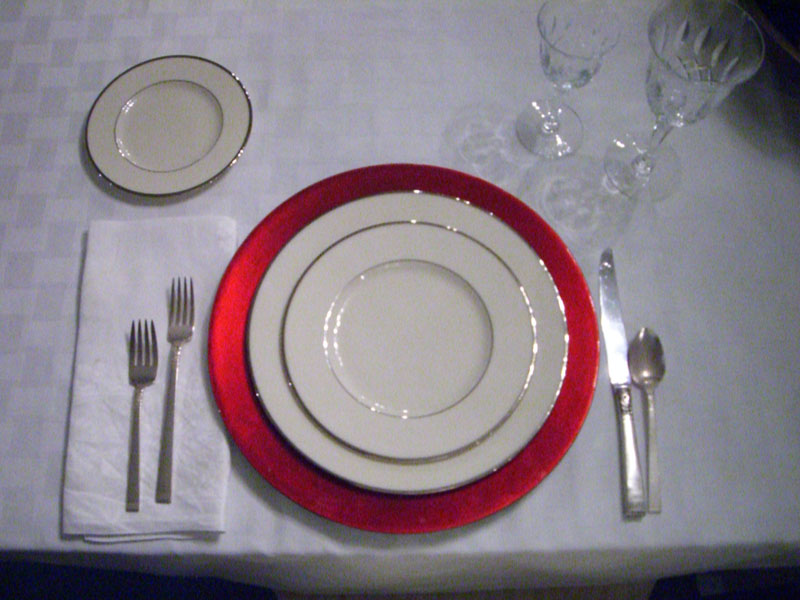

Um sousplat ou prato marcador, é um prato de maior diâmetro que ornamenta o ambiente da refeição e protege a toalha de mesa de eventuais respingos ao redor do prato onde é servida a comida. 
De acordo com as regras de etiqueta, o sousplat deve ser usado apenas em refeições completas, que incluam entrada, prato principal e sobremesa. Os pratos de sobremesa, no entanto, não devem ser colocados sobre o sousplat. 